# Абжинов Андрій Михайлович
Андрій Михайлович Абжинов (нар. 21 жовтня 1959, Рига) — радянський та латвійський футболіст, що грав на позиції захисника. Відомий за виступами у складі сімферопольської «Таврії» у вищій лізі СРСР та у складі ризької «Олімпії» та лієпайського «Металургса» у вищій латвійській лізі. Після завершення виступів на футбольних полях — футбольний тренер в Ірландії.

## Клубна кар'єра
Андрій Абжинов народився в Ризі. Розпочав займатися футболом у місцевій футбольній школі «Трудові резерви». У 1978 році розпочав виступи в командах майстрів у складі команди другої союзною ліги «Даугава» з Риги. У 1979—1980 роках проходив військову службу в команді другої ліги «Іскра» зі Смоленська, яка в 1980 році вийшла до першої ліги. У 1981 році перейшов до складу сімферопольської «Таврії», яка вперше в своїй історії вийшла до вищої радянської ліги. Проте за підсумками сезону сімферопольці вибули до першої ліги, й Абжинов грав у складі «Таврії» до кінця сезону 1983 року, а в сезоні 1984 року лише рахувався у складі команди, проте на поле не виходив. З 1985 до 1990 року Андрій Абжинов грав у НДР у місцевому клубі «Шталь» (Мерзебург), у якому, як і в низці інших східнонімецьких клубів, грали багато радянських футболістів, які одночасно були службовцями або військовими Групи радянських військ у Німеччині. У 1991 році грав у складі команди другої нижчої ліги СРСР «Прогрес» (Черняховськ).
Після розпаду СРСР Андрій Абжинов повернувся до Латвії, де з 1992 до 1995 року грав у команді вищої латвійської ліги «Олімпія». Після розформування команди один сезон провів у клубі «Балтика» з Лієпаї, після чого завершив виступи на футбольних полях. На початку ХХІ століття виїхав до Ірландії, де став спочатку граючим тренером, а пізніше головним тренером команди «Динамо» з Дубліна, в якій грали як ветерани футболу, так і молоді гравці з території колишнього СРСР.